# Delticom
Delticom AG med sæde i Hannover er en børsnoteret onlinedækforhandler. Med en omsætning på mere end 500 mio. € p.a. er Delticom Europas største onlinedækforhandler.

## Historie
I 1999 grundlagde Rainer Binder og Andreas Prüfer, to tidligere managere hos Continental AG, Delticom i Hannover.
I år 2000 åbnede Delticom AG ReifenDirekt.de, som var deres første onlineshop for slutbrugere. I juni samme år fulgte Autoreifenonline.de, det første websted for forhandlere. I august 2001 grundlagde Delticom det første datterselskab, Delticom Ltd i Storbritannien, og åbnede den første onlinedækshop uden for det tysksprogede område. I januar 2003 ekspanderede Delticom til Danmark og åbnede sin onlinedækshop daekonline.dk.
I april 2002 blev Delticom nomineret til den tyske startup-pris Deutscher Gründerpreis – Virksomheden kom i toptre i kategorien Aufsteiger [»oprykker«, red.]. I 2003 udvidede Delticom det hidtidige udvalg af dæk til også at omfatte motorolier, motorcykelbatterier, tag- og hækbagagesystemer samt reservedele til personbiler. I november vandt Delticom den tyske internetpris Deutscher Internetpreis 2003 og modtog en pengepræmie for konceptet internethandel med dæk. Og i december modtog Delticom World Summit Awarden 2003.
I september 2004 vandt Delticom AG nye investorer: Nord Holding og RBK (ved Hannover), som dermed understøttede yderligere internationale ekspansionsplaner. I oktober 2004 vandt Delticom på ny en pris og fik tredjepladsen i »Deloitte Technology Fast50«-konkurrencen 2004. Virksomheden blev belønnet for at være blandt de hurtigst voksende ikkebørsnoterede teknologivirksomheder i Tyskland.
Siden den 26. oktober 2006 har Delticom været noteret i børssegmentet Prime Standard på den tyske børs i Frankfurt (WKN 514680, ISIN DE0005146807, børsforkortelse DEX). Delticom Shares har været en del af SDAX (en) fra d. 19 December 2008 til d. 22 Juni 2015. Derudover indgår aktien også i det nedersaksiske aktieindeks Nisax20.
I september 2013 købte Delticom konkurrenten Tirendo for ca. 50 mio. euro.

## Datterselskaber
Delticom AG har følgende datterselskaber:
- Delticom North America Inc., Benicia (Californien, USA)
- Delticom OE S.R.L., Timisoara (Rumænien)
- Delticom Tyres Ltd., Oxford (Storbritannien)
- Deltiparts GmbH, Hannover (Tyskland)
- Giga GmbH, Hamburg (Tyskland)
- Pnebo Gesellschaft für Reifengroßhandel und Logistik mbH, Hannover (Tyskland)
- Reife tausend1 GmbH, Hannover (Tyskland)
- Tirendo Deutschland GmbH, Berlin (Tyskland)
- Tirendo Holding GmbH, Berlin (Tyskland)
- TyresNET GmbH, München (Tyskland)
- Tyrepac Pte. Ltd., Singapore
- Wholesale Tire and Automotive Inc., Benicia (Californien, USA)